# 加汗巴格乡
加汗巴格乡，是中华人民共和国新疆维吾尔自治区和田地區墨玉县下辖的一个乡镇级行政单位。

## 行政区划
加汗巴格乡下辖以下地区：
墩巴格村、丘那克拉村、恰喀村、阿依玛克村、加汗巴格村、乌尊艾日克村、喀拉库其喀其拉村、墩欧依拉村、达里亚博依村、达拉斯喀勒村、布拉克贝希村、巴什达拉斯喀勒村、依希克拉村、巴什依希克拉村、墩阿热希村、恰尔巴格村、巴什恰尔巴格村、阿克萨拉依村、墩艾日克村和喀亚什村。